# 禪宗宗派
漢傳佛教發展至中唐時，以禪宗為最盛，在晚唐至北宋時期，發展出許多禪宗宗派。這些宗派，雖然多數的傳承已經斷絕了，但對於漢傳佛教的發展，有著深遠的影響。

## 歷史
中國禪宗由初祖達摩、二祖神光、三祖鏡智、四祖道信、五祖弘忍，一脈相傳。五祖弘忍有上座弟子神秀，神秀早年博覽經史，少年剃髮出家，在五祖弘忍門下，稱為上座，擔任教授阿闍梨；以「身是菩提樹，心如明鏡臺，時時勤拂拭，勿使惹塵埃」一偈呈現，但沒有得到弘忍的讚許。
弘忍另一名弟子，名喚惠能，雖是文盲，但了悟佛心，直言「菩提本無樹，明鏡亦非臺。本來無一物，何處惹塵埃」，弘忍大喜，入室為其宣講《金剛經》，並傳衣缽。
弘忍圓寂後，神秀至江陵當陽山玉泉寺，大開禪法，聲名遠揚，人稱北宗，教義傳遍西京長安、東京洛邑，並曾獲得武后、中宗、睿宗三帝之皈依，有「二京法主、三君帝師」之尊號。
惠能到曹溪宝林寺（今广东韶关南华寺），弘扬禅宗，主張「頓悟」，影响華南諸宗派，人稱「南宗」（曹溪禪），六祖惠能门下悟道者共四十三人，唐玄宗開元二年（730年），在洛陽的「明定南北總是非大會」上，惠能弟子荷澤神會辯倒了神秀派的北宗，使得曹溪禪樹立了全國性的影響，從此禪宗以曹溪禪為正宗，尊惠能為六祖。

### 由楞伽禪至黃梅禪
- 楞伽禪（又稱南天竺一乘宗、南宗），因求那跋陀羅《楞伽阿跋多羅寶經》为名。
  - 東山法门（又稱黃梅禪），因弘忍居黃梅雙峰山之東为名。傳至神秀和惠能，教稱南頓北漸。
    - 北宗，又稱渐宗，因神秀的“渐悟”为名，在長安、洛陽等北方傳布。
    - 南宗，又稱頓宗，因惠能的“頓悟”为名，在南方傳布，又稱曹溪禪。

### 曹溪禪門下的分化
曹溪禪后分为曹溪北宗、曹溪南宗、保唐宗。曹溪北宗即為荷澤宗，曹溪南宗分化出石頭宗、洪州宗、保唐宗三支，而以石頭、洪州為禪門正宗。
- 南宗（又称曹溪禪），因六祖惠能的“顿悟”、居于曹溪为名。
  - 曹溪北宗：荷澤宗，始於荷澤神會，後衰。
  - 曹溪南宗，分為石頭禪、洪州禪兩支：
    - 石頭禪，因石頭希遷为名。後出雲門、法眼、曹洞三宗。
      - 雲門宗：出自雲門文偃禅师，以以韶州云门山寺（在今广东乳源瑶族自治县北）得名。
      - 法眼宗：始於法眼文益，為禪宗五派中最晚成立的一派。
      - 曹洞宗：曹山本寂（840年－901年）所立，因曹山（今江西宜黄境内）得名。

    - 洪州禪，始於道一法师，因居于江西洪州開元寺为名。下開臨濟、溈仰兩宗。
      - 臨濟宗：始於臨濟义玄（？－867年）大師，因镇州临济院（今河北正定，滹沱河畔）得名。
      - 溈仰宗：溈山靈祐及其弟子仰山慧寂在的沩山以及仰山举扬宗风，后世就称它为沩仰宗。以棲隱禪寺為祖庭。

  - 保唐宗，因成都保唐寺無住禪師为名。
  - 無言通派，廣州禪僧無言通從師百丈懷海，後於8世紀前後至安南創寺弘法，形成此派。

#### 荷澤宗
曹溪北宗即為荷澤宗，始於神會大師，承繼六祖法脈。又被尊為禪宗七祖，但他的地位不被南宗各派所承認，因荷澤宗在洛陽一帶傳布，因此又被石頭、洪州認為是曹溪禪中的北宗。

#### 石頭禪
曹溪南宗又分为石頭禪和洪州禪。石頭禪始於石頭希遷法師。希遷法師先於曹溪六祖門下出家為沙彌，在惠能去世時，年僅十四歲，後依於六祖門下青原行思，於是成為禪宗大師。荊州的天皇道悟，澧洲的藥山惟儼，潮州的大顛寶通，皆出於希遷門下。雲門宗，法眼宗，曹洞宗，都是出自石頭禪系統的。

#### 洪州禪
洪州禪，始於南嶽懷讓，但是真正光大南嶽門下的，為洪州道一。道一大師住江西洪州開元寺，故稱洪州宗。其門下懷海，出了溈山靈祐，黃蘗希運，為溈仰與臨濟二宗的根元。

### 保唐宗
此外，南宗中还有一分支为保唐宗，始於成都保唐寺無住禪師，在四川地區獨立發展。它的特點是融合了北宗與南宗的看法。
無住禪師未出家時，從居士陳楚璋學頓教法，陳楚璋為五祖弘忍門下老安和尚(嵩山慧安)弟子。無住後從六祖弟子并洲自在受法出家，又從學於淨眾寺無相(又稱金和尚)，無相為弘忍門下智詵的再傳弟子。所以宗密認為他是由五祖門下分出的，但保唐宗《曆代法寶記》則自認為六祖曹溪門下。

### 牛頭宗
牛頭宗傳至六祖慧忠，鶴林玄素，徑山法欽時牛頭禪大盛，與洛陽荷澤神會，江南的洪州道一、石頭希遷，並為禪宗重鎮。但因後繼無人，後逐漸為曹溪宗所吸收，融入石頭宗之中。

## 晚唐至北宋
“五家七派”，主要出於石頭、洪州二宗。溈仰、臨濟二宗出於洪州道一門下，曹洞、雲門、法眼皆出於石頭希遷門下：
- 沩仰宗。百丈懷海門下沩山灵祐及其弟子仰山慧寂创立于湖南宁乡沩山密印寺，慧寂治所在栖隐寺（今江西宜春的太平兴国寺）。
- 临济宗。百丈懷海門下黄蘗希运禅师住持黄蘗寺（在今江西宜丰县）初露端倪，临济义玄从希运学法33年之后往镇州（今河北正定）滹沱河畔建临济院创立。临济宗传至石霜楚圆(986－1039) 门下，又分出黄龙派、杨岐派。
  - 黄龙派。慧南创立。因其住黄龙山（在今江西九江市[修水]县[黄龙]乡）而得名。
  - 杨岐派。方会创立，因住杨岐山（治所在今江西萍乡上栗縣）而得名。後由大慧宗杲光大，傳授話頭禪法，大行於世。
- 曹洞宗。由洞山良与其弟子曹山本寂创立，良价禅师治所在今江西宜丰县洞山，良价的弟子本寂(840－901)在洞山普利院学法数年，后到曹山（今江西宜黄境内）统扬师法，遂使宗风大举。由于良价住洞山，本寂居曹山，所以禅林中把师徒两人创立、弘扬的新禅宗称为“曹洞宗”。後傳於宏智正覺禪師，建立默照禪法。
- 云门宗。文偃创立。因文偃住韶州云门山（在今广东乳源瑶族自治县北）光泰禅院而得名。
- 法眼宗。文益创立。南唐中主李璟赐谥其为“大法眼禅师”而得名。

## 南宋至明清
南宋時，禪宗傳成只剩临济与曹洞二個主流。至明清時代，禪宗更為衰弱，以禪淨雙修為主流，以淨土宗為主。
竹林禪派：1293年，越南陳仁宗出家，融合無言通派和儒家、道教思想，創建此派，又稱“竹林安子”。
黃檗宗：1654年，隐元隆琦在日本弘法，開“臨濟正宗”，又依照黄檗希运的名字稱爲“黃檗宗”。